# Сейл
Сейл (на английски: Sale) е град в Северозападна Англия, общинско графство Голям Манчестър. В миналото е част от графство Чешър. Намира се на брега на река Мърси и канала Бриджуотър, на 10 km югозападно от центъра на град Манчестър. Населението му е около 52 000 души (2001).

## Личности
Починали
- Робърт Болт (1924-1995), сценарист и драматург
- Джеймс Джаул (1818-1889), физик